# Dominions II: The Ascension Wars
Dominions II: The Ascension Wars est un jeu vidéo de stratégie au tour par tour développé par Illwinter Game Design et édité par Shrapnel Games, sorti en 2003 sur Windows, Mac et Linux.

## Accueil
- IGN : 6,5/10[1]